# Louny
Louny ([ˈlou̯nɪ]) es una ciudad de la República Checa que se encuentra a orillas del río Ohře en el distrito homónimo, en la Región de Ústí nad Labem. Cuenta con una población de 18 121 habitantes (2023). 

## Historia
La ciudad fue fundada a comienzos del siglo XII, encontrándose sus primeras referencias en escritos registrados en 1115. El primer asentamiento se encontraba en el lugar que ocupa en la actualidad la Iglesia de San Pedro. La etimología del pueblo está relacionado con Luna, y del que se guarda recuerdo en el parque municipal Pramen Luna y en la bandera y blasón de la ciudad.
La ciudad se desarrolló y expandió durante el siglo XIII, bajo el reinado de Ottokar II de Bohemia. Del siglo XV, Louny conserva gran parte de una muralla que fortificaban la ciudad. Fue reconstruida en 1872 y en la actualidad es un sitio turístico.
Hasta 1918, Louny formaba parte del Imperio austrohúngaro (era parte austríaca tras el Compromiso austrohúngaro de 1867), en el distrito homónimo, siendo uno de los 94 Bezirkshauptmannschaft (autoridad administrativa) de la región de Bohemia.

## Demografía
| 1890 |  | 1900  |  | 1910  |  | 1921  |  | 1930  |  | 1950  |  | 1961  |  | 1970  |  | 1980  |  | 1991  |  | 2001  |  | 2011  |  | 2016  |  | 2023  |
| ---- |  | ----- |  | ----- |  | ----- |  | ----- |  | ----- |  | ----- |  | ----- |  | ----- |  | ----- |  | ----- |  | ----- |  | ----- |  | ----- |
| 6814 |  | 10698 |  | 12034 |  | 12266 |  | 12413 |  | 12356 |  | 12537 |  | 13452 |  | 17543 |  | 20812 |  | 19639 |  | 18121 |  | 18407 |  | 18121 |

## Ciudadanos ilustres
- Johann Aloys Schlosser (c. 1790 - ??), autor de la primera biografía de Ludwig van Beethoven en 1827.
- Kamil Hilbert, architect (1869-1933), arquitecto.
- Jaroslav Vrchlický (1853 - 1912), poeta.
- Václav Hlavatý (1894-1969), matemático.
- Karel Konrád (1899 - 1971), novelista.
- Zdeněk Sýkora (1920 - 2011), pintor abstracto. Orden de las Artes y las Letras de Francia.
- Ladislav Novák (1931 – 2011), futbolista internacional y entrenador.
- Las hermanas gemelas Karolína Plíšková y Kristýna Plíšková (1992), tenistas profesionales.

## Hermanamiento
Louny participa en la iniciativa de hermanamiento de ciudades promovida, entre otras instituciones, por la Unión Europea.
- Veneux-les-Sablons, Francia
- Zschopau, Alemania
- Barendrecht, Países Bajos
- Súzdal, Rusia
- Lučenec, Eslovaquia